# UEFA Cup finalen 2003
UEFA Cup finalen 2003 var en fodboldkamp der blev spillet den 21. maj 2003. Kampen blev spillet foran 52.140 tilskuere på Estadio de La Cartuja i den spanske by Sevilla, og skulle finde vinderen af UEFA Cup 2002-03. De deltagende hold var skotske Celtic og portugisiske Porto. Den var kulminationen på den 32. sæson i Europas næststørste klubturnering for hold arrangeret af UEFA siden etableringen af UEFA Cup i 1971.
Med en sejr på 3–2 sikrede Porto sig sin første triumf i turneringen.
Kampen blev ledet af den slovakiske dommer Ľuboš Micheľ.